# Morgunblaðið
Morgunblaðið (Il giornale del mattino) è un quotidiano pubblicato in Islanda, fondato nel 1913 da Vilhjálmur Finsen.

## Storia
Il primo numero, composto di sole otto pagine, fu pubblicato il 2 novembre 1913. Sei anni più tardi, nel 1919, la società Árvakur comprò il giornale.
Fin dalla sua pubblicazione iniziale Morgunblaðið non fu pubblicato il lunedì. Dai primi anni settanta e per tre decenni successivi esso fu largamente il primo giornale del paese. Durante tale periodo fortunato, Morgunblaðið si arricchì di sezioni specifiche quali finanza, pesca, cibo etc. Quando il giornale a libera distribuzione Fréttablaðið pose la competizione su un nuovo livello introducendo l'edizione del lunedì, Morgunblaðið rispose alla sfida e dal 2003 è pubblicato tutti i giorni della settimana, con contenuti che variano dalle 60 alle 120 pagine. La pubblicità occupa dal 30 al 40% dello spazio nelle colonne. La tiratura giornaliera varia tra le 50.000 e le 55.000 copie, per la maggior parte pagate da sottoscrizioni. La diffusione è maggiormente sviluppata nel sudovest del paese, specialmente nella capitale Reykjavík.
In conseguenza della crisi finanziaria islandese del 2008, il quotidiano 24 stundir, pubblicato dal Morgunblaðið, cessò le pubblicazioni il 10 ottobre dello stesso anno, con conseguente perdita di venti posti di lavoro.

## Linea editoriale
Morgunblaðið ebbe strette relazioni col Partito dell'Indipendenza, specialmente durante la Guerra Fredda, ed i suoi editori od i suoi reporter parlamentari partecipavano normalmente alle riunioni del gruppo parlamentare del partito fino al 1983, quando Geir Hallgrímsson, Presidente del consiglio di amministrazione di Árvakur e del Partito dell'Indipendenza, concluse che tale relazione non era nei migliori interessi né del partito, né del giornale.
Ad oggi, anche se il legame col Partito dell'Indipendenza non è più palese come nei decenni precedenti, il quotidiano è spesso accusato di orientare verso di esso la propria linea editoriale, specialmente in periodo elettorale.
Anche se il giornale condivide la linea politica del Partito dell'Indipendenza, ha mostrato su alcuni problemi chiave di avere proprie idee, specialmente nel dibattito sulla distribuzione dei diritti di pesca. Recentemente il quotidiano ha assunto giornalisti di pensiero orientato a sinistra e ha dato voce a tematiche femministe.